# Phytolyma lata
Phytolyma lata är en insektsart som först beskrevs av Walker 1852.  Phytolyma lata ingår i släktet Phytolyma och familjen Homotomidae. Inga underarter finns listade i Catalogue of Life.